# Archie Andrews
Pour les articles homonymes, voir Archie et Andrews.
Archibald Andrews, surnommé Archie, est un personnage de comics de l'éditeur Archie Comics.
Il est introduit pour la première fois dans le numéro 22 de la revue Pep Comics en décembre 1941 où il a été créé par Bob Montana, John L. Goldwater et Vic Bloom. Il devient rapidement le personnage phare de l'éditeur qui adopte son nom.
C'est l'un des personnages les plus connus de l'histoire des comics, notamment aux États-Unis où le personnage et son univers sont considérés comme cultes.

## Présentation du personnage
Archie est généralement représenté comme un lycéen de 17 ans habitant à Riverdale. C'est un jeune adolescent normal, jouant dans un groupe de musique The Archies et étudiant à la Riverdale High School. 
Il est le fils unique de Fred et Mary Andrews. Il est d'une maladresse caractéristique mais il a un cœur généreux, ce qui lui attire l'amitié de tous. Il est toujours prêt à aider son prochain et est surnommé Pure Heart.
Son meilleur ami est Jughead Jones, un garçon cynique et accro à la nourriture, et son grand rival est généralement Reggie Mantle. Il fait partie d'un triangle amoureux avec Betty Cooper et Veronica Lodge, qu'il a du mal à départager, ce qui provoque souvent des quiproquos. Néanmoins, Betty Cooper est considérée comme son grand amour, les deux amants finissant toujours par se retrouver.

## Origine du personnages et de son univers
Montana fait ses études secondaires à Haverhill entre 1936 et 1939, et son carnet de croquis, un journal illustré de sa vie dans ce collège, lui sert de base pour créer l'univers fictif et les personnages d'Archie. Après quatre ans passés dans l'armée des États-Unis (dans l'US Army Signal Corps), Montana, qui retournera à la vie civile en 1946, participe dès 1941 au lancement du personnage ; il dessinera ses aventures jusqu'à sa mort en 1975. Montana s'est inspiré de plusieurs personnes réelles ayant résidé à Haverhill, comme cela a été révélé dans une interview réalisée par le critique de cinéma Gerald Peary pour le Boston Globe en 1980.
Ses amis, Skinny Linehan et Arnold Daggett, ont servi de modèles respectivement pour Jughead Jones et Moose Mason. La bibliothécaire Elizabeth Tuck a inspiré Miss Grundy et le principal Earl McLeod M. Weatherbee. Montana a combiné le nom de famille des Lodge (en) (une grande famille politique du Massachusetts pour laquelle il avait exécuté une peinture murale) avec le prénom de l'actrice Veronica Lake pour créer Veronica Lodge. Betty Cooper est inspirée d'une ancienne petite amie de Montana à New York. Le Pop Tate Chocklit Shoppe, un café fréquenté par Archie et sa bande, trouve son origine dans deux boutiques où se retrouvaient les adolescents de Haverhill dans les années 1930 : la confiserie et chocolaterie Crown sur Merrimack Street, et le Tuscarora sur Winter Street.

## Publications
Archie Andrews apparaît pour la première fois dans le comic book Pep Comics, habituellement consacré à des super-héros, dans le no 22 publié en décembre 1941 par MLJ Comics. L'idée originale de ce personnage est de John L. Goldwater, l'un des fondateurs de MLJ Comics (avec Maurice Coyne et Louis Silberkleit), et elle est scénarisée par Vic Bloom et dessinée par Bob Montana. Archie revient ensuite dans le numéro 4 de Jackpot Comics, daté hiver 41 - 42. Le personnage connaît rapidement le succès et obtient sa propre série en 1942 intitulée Archie Comics, toujours en cours de parution au XXIe siècle. Il devient le symbole de l'éditeur qui change de nom en 1946 pour devenir Archie Comics. Le titre du comic book est simplifié en Archie. En 1947, le personnage devient le héros d'un comic strip quotidien et d'une planche dominicale tous deux scénarisés et dessinés par Bob Montana. Celui-ci est remplacé par Dan DeCarlo sur le comic book. À la mort de Montana en 1975, DeCarlo le remplace également sur le strip.

## Entourage
De nombreux personnages secondaires, dont certains ont gagné leur propre série, entourent Archie. Parmi lesquels se distinguent : 
- Jughead, apparu dans le premier épisode d'Archie, il est le meilleur ami d'Archie ; il pense surtout à manger ;
- Betty, apparue elle aussi dans le premier épisode, amie d'Archie, qui hésite constamment entre elle et Veronica ;
- Veronica, elle est présente à partir du quatrième épisode. Plus sophistiquée que Betty, elle est la fille de l'homme le plus riche de Riverdale, Hiram Lodge. Elle constitue le second élément féminin du triangle amoureux Betty - Veronica - Archie ;
- Fred Andrews, le père d’Archie[5] ;
- Reggie Mantle, un sportif sûr de lui et rival d'Archie.

À côté de ses personnages principaux, la ville de Riverdale s'est peuplée de nombreux autres, qui ont un rôle secondaire mais qui ont pu parfois gagner en notoriété et avoir leur propre comic book. Parmi ces personnages se retrouvent : 
- le proviseur Weatherby ;
- Dilton Doily, un camarade de classe d'Archie ;
- Ethel Muggs, l'ennemie de Jughead.

## Séries dérivées
Le succès du comic book Archie a amené aux cours des décennies la création de nombreuses séries dérivées :
| Nom                              | Date de création | Date de fin                    | Nombre |
| -------------------------------- | ---------------- | ------------------------------ | ------ |
| Archie's Pals 'n' Gals           | 1952             | 1991                           | 224    |
| Life with Archie                 | 1958             | 1991                           | 323    |
| Little Archie                    | 1956             | 1983                           | 180    |
| Archie's Joke Book               | 1953             |                                |        |
| Archie's Girls, Betty & Veronica | 1950             | 2017                           | 635    |
| Archie As Pureheart the Powerful | 1966             |                                | 6      |
| Jughead as Captain Hero          | 1966             |                                | 7      |
| Archie's Pal Jughead             | 1949             | 2017                           | 577    |
| Jughead's Pal Hot Dog            | 1990             |                                |        |
| Riverdale                        | 2017             | sortie de la saison 7 en cours |        |
| Big Ethel Energy                 | 2022             |                                |        |

## Style
Tous les comic books liés à Archie ont un style de dessin semblable. Ce style imite celui de Dan DeCarlo qui fut un des auteurs majeurs de la société. Les autres auteurs dessinant les aventures d'Archie ou de ses camarades doivent donc imiter ce style qui se caractérise par une ligne claire.

## Analyse
Bien que Archie Andrews soit une œuvre de fiction pour laquelle le réalisme n'est pas une préoccupation majeure, il n'en reste pas moins qu'elle fut longtemps une image idéale mais inspirée de la vie quotidienne des adolescents américains.

## Archie en francophonie
Archie est arrivé en France en 1971, mais y a rencontré peu de succès, probablement à cause de son caractère trop américain. La bande dessinée est alors publiée comme "bouche-trou" dans les revues de guerre Torpilles et Vautour de l'éditeur Edi-Europ. Archie devient alors « Bertrand », Betty est renommée « Hélène », quant à Veronica Lodge, elle s’appelle désormais « Brigitte Maison ». À noter également que le principal Weatherbee, devient « Tifrare » (du fait qu'il soit chauve) et la secrétaire Miss Philips, « Trébuchet ».
En 1975, Les Éditions Héritage publient, pour la première fois au Québec, d'anciennes histoires d'Archie en langue française.
Le 29 décembre 2017, le site Planète B.D. annonce qu'Archie reviendra en France en 2018 chez les éditeurs Wetta et Glénat. 

## Apparitions dans d'autres médias

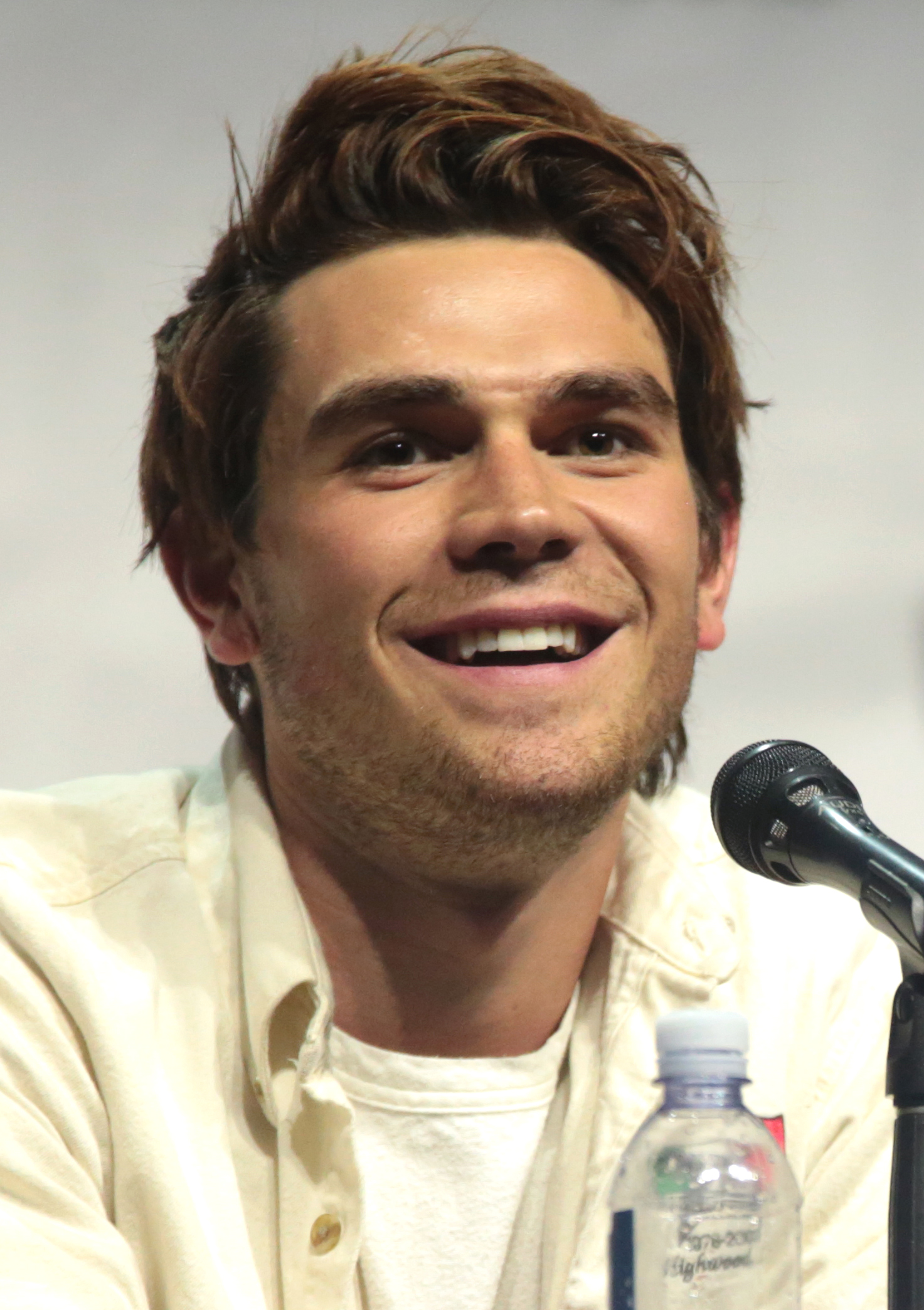
K. J. Apa incarne Archie dans Riverdale.

### Téléfilms
- 1990 : Archie: To Riverdale and Back Again, réalisé par Dick Lowry et diffusé sur NBC. Archie est interprété par Christopher Rich.
- 2002 : Archie : Préhistoire de fous (The Archies in Jugman), réalisé par Scott Heming et diffusé sur Nickelodeon. Andrew Rannells prête sa voix à Archie.

### Séries d'animation
- 1968-1969 : The Archie Show, avec la voix de Dal McKennon, diffusée sur CBS.
- 1971 : Archie's TV Funnies, avec la voix de Dal McKennon, diffusée sur CBS.
- 1974 : U.S. of Archie, avec la voix de Dal McKennon, diffusée sur CBS.
- 1977 : The New Archie and Sabrina Hour, avec la voix de Dal McKennon, diffusée sur NBC.
- 1987 : Archie Classe (The New Archies) avec la voix de J Michael Roncetti, diffusée sur NBC.
- 1999-2000 : Archie, mystères et compagnie (Archie's Weird Mysteries) avec la voix d'Andrew Rannells, diffusée sur PAX.

### Séries télévisées
- Depuis 2017 : Riverdale, avec K. J. Apa dans le rôle d'Archie, diffusée sur The CW.